# فرانك كارتر (لاعب كرة قدم أمريكية)
فرانك كارتر (بالإنجليزية: Frank Carter)‏ هو لاعب كرة قدم أمريكية أمريكي، ولد في 17 أكتوبر 1977.

## وصلات خارجية
- فرانك كارتر على موقع JustSportsStats.com (الإنجليزية)